# Reverse Domain Hijacking
Als Reverse Domain Hijacking bezeichnet man den Versuch, sich die Domain einer fremden Internetseite (URL) dadurch anzueignen, dass man den Besitzer des Domaingrabbings beschuldigt, also behauptet, die Domain stehe aufgrund eines eingetragenen Markennamens einem selbst zu.
Bekannt wurde der missglückte Versuch der Deutschen Welle, auf juristischem Weg an die Domain dw.com zu gelangen, die die amerikanische Softwarefirma Diamond Ware seit 1994 betrieb. Später kaufte die Deutsche Welle die Domain und verwendet sie seit dem Relaunch am 22. Juni 2015.